# (56,11,2)-Blockplan
Der (56,11,2)-Blockplan ist ein spezieller symmetrischer Blockplan. Um ihn konstruieren zu können, musste dieses kombinatorische Problem gelöst werden: eine leere 56 × 56 - Matrix wurde so mit Einsen gefüllt, dass jede Zeile der Matrix genau 11 Einsen enthält und je zwei beliebige Zeilen genau 2 Einsen in der gleichen Spalte besitzen (nicht mehr und nicht weniger). Das klingt relativ einfach, ist aber nicht trivial zu lösen. Es gibt nur gewisse Kombinationen von Parametern (wie hier v = 56, k = 11, λ = 2), für die eine solche Konstruktion überhaupt machbar ist. In dieser Übersicht sind die kleinsten solcher (v,k,λ) aufgeführt.

## Bezeichnung
Dieser symmetrische 2-(56,11,2)-Blockplan wird Biplane der Ordnung 9 genannt.

## Eigenschaften
Dieser symmetrische Blockplan hat die Parameter v = 56, k = 11, λ = 2 und damit folgende Eigenschaften:
- Er besteht aus 56 Blöcken und 56 Punkten.
- Jeder Block enthält genau 11 Punkte.
- Je 2 Blöcke schneiden sich in genau 2 Punkten.
- Jeder Punkt liegt auf genau 11 Blöcken.
- Je 2 Punkte sind durch genau 2 Blöcke verbunden.

## Existenz und Charakterisierung
Es existieren genau fünf nichtisomorphe 2-(56,11,2) - Blockpläne. Diese Lösungen sind:
- Lösung 1 (selbstdual) mit der Signatur 56·45 und den λ-chains 2520·3, 5040·4. Sie enthält 336 Ovale der Ordnung 6.
- Lösung 2 (selbstdual) mit der Signatur 36·21, 18·29, 2·45 und den λ-chains 1368·3, 2304·4, 144·5, 720·7, 288·8, 576·11. Sie enthält 120 Ovale der Ordnung 6.
- Lösung 3 (selbstdual) mit der Signatur 48·19, 4·21, 4·29 und den λ-chains 1112·3, 1424·4, 352·5, 128·6, 544·7, 224·8, 960·11. Sie enthält 64 Ovale der Ordnung 6.
- Lösung 4 (selbstdual) mit der Signatur 36·13, 18·21, 2·45 und den λ-chains 936·3, 1224·4, 288·5, 288·6, 576·7, 612·8, 720·11. Sie enthält 48 Ovale der Ordnung 6.
- Lösung 5 (selbstdual) mit der Signatur 30·11, 8·12, 18·15 und den λ-chains 696·3, 528·4, 360·5, 216·6, 408·7, 348·8, 1344·11. Sie enthält 44 Ovale der Ordnung 6.

## Liste der Blöcke
Hier sind alle Blöcke dieses Blockplans aufgelistet; zum Verständnis dieser Liste siehe diese Veranschaulichung
- Lösung 1

```
  1   2   3   4   5   6   7   8   9  10  11
  1   2  12  13  14  15  16  17  18  19  20
  1   3  12  21  22  23  24  25  26  27  28
  1   4  13  21  29  30  31  32  33  34  35
  1   5  14  22  29  36  37  38  39  40  41
  1   6  15  23  30  36  42  43  44  45  46
  1   7  16  24  31  37  42  47  48  49  50
  1   8  17  25  32  38  43  47  51  52  53
  1   9  18  26  33  39  44  48  51  54  55
  1  10  19  27  34  40  45  49  52  54  56
  1  11  20  28  35  41  46  50  53  55  56
  2   3  12  30  34  37  41  43  48  52  55
  2   4  13  22  24  38  44  45  47  55  56
  2   5  14  23  25  34  35  44  49  50  51
  2   6  15  24  26  29  32  41  49  53  54
  2   7  16  25  27  30  33  36  39  53  56
  2   8  17  26  28  33  35  37  40  42  45
  2   9  18  21  27  29  40  43  46  47  50
  2  10  19  22  28  31  32  36  46  48  51
  2  11  20  21  23  31  38  39  42  52  54
  3   4  18  20  21  36  37  45  49  51  53
  3   5  13  19  22  33  42  43  50  53  54
  3   6  14  20  23  32  33  40  47  48  56
  3   7  13  15  24  35  39  40  46  51  52
  3   8  14  16  25  29  31  45  46  54  55
  3   9  15  17  26  31  34  36  38  50  56
  3  10  16  18  27  32  35  38  41  42  44
  3  11  17  19  28  29  30  39  44  47  49
  4   5  15  18  25  28  29  42  48  52  56
  4   6  12  16  28  30  38  40  50  51  54
  4   7  19  20  25  26  31  40  41  43  44
  4   8  15  19  23  27  32  37  39  50  55
  4   9  16  17  22  23  33  41  46  49  52
  4  10  12  14  26  34  39  42  46  47  53
  4  11  14  17  24  27  35  36  43  48  54
  5   6  16  19  21  26  35  36  47  52  55
  5   7  12  17  21  32  37  44  46  54  56
  5   8  13  20  26  27  30  38  46  48  49
  5   9  16  20  24  28  32  34  39  43  45
  5  10  17  18  23  24  30  31  40  53  55
  5  11  12  15  27  31  33  41  45  47  51
  6   7  17  20  22  27  29  34  42  51  55
  6   8  12  18  22  31  35  39  43  49  56
  6   9  13  14  27  28  31  37  44  52  53
  6  10  13  17  21  25  39  41  45  48  50
  6  11  18  19  24  25  33  34  37  38  46
  7   8  13  18  23  28  34  36  41  47  54
  7   9  12  19  23  29  35  38  45  48  53
  7  10  14  15  21  28  33  38  43  49  55
  7  11  14  18  22  26  30  32  45  50  52
  8   9  14  19  21  24  30  41  42  51  56
  8  10  12  20  24  29  33  36  44  50  52
  8  11  15  16  21  22  34  40  44  48  53
  9  10  15  20  22  25  30  35  37  47  54
  9  11  12  13  25  32  36  40  42  49  55
 10  11  13  16  23  26  29  37  43  51  56
```

- Lösung 2

```
  1   2   3   4   5   6   7   8   9  10  11
  1   2  12  13  14  15  16  17  18  19  20
  1   3  12  21  22  23  24  25  26  27  28
  1   4  13  21  29  30  31  32  33  34  35
  1   5  14  22  29  36  37  38  39  40  41
  1   6  15  23  30  36  42  43  44  45  46
  1   7  16  24  31  37  42  47  48  49  50
  1   8  17  25  32  38  43  47  51  52  53
  1   9  18  26  33  39  44  48  51  54  55
  1  10  19  27  34  40  45  49  52  54  56
  1  11  20  28  35  41  46  50  53  55  56
  2   3  12  30  34  37  41  43  48  52  55
  2   4  17  22  24  32  37  44  46  54  56
  2   5  14  21  27  33  42  43  50  53  54
  2   6  19  24  26  29  35  38  45  48  53
  2   7  16  21  23  35  39  40  46  51  52
  2   8  13  26  28  32  36  40  42  49  55
  2   9  18  23  25  31  34  36  38  50  56
  2  10  15  22  28  31  33  41  45  47  51
  2  11  20  25  27  29  30  39  44  47  49
  3   4  18  20  21  36  37  45  49  51  53
  3   5  15  17  26  31  35  39  43  49  56
  3   6  14  20  23  32  33  40  47  48  56
  3   7  17  19  28  29  33  36  44  50  52
  3   8  14  16  25  29  31  45  46  54  55
  3   9  13  19  22  34  39  42  46  47  53
  3  10  16  18  27  32  35  38  41  42  44
  3  11  13  15  24  30  38  40  50  51  54
  4   5  15  16  25  28  34  40  44  48  53
  4   6  12  20  28  31  38  39  42  52  54
  4   7  14  19  25  26  30  41  42  51  56
  4   8  13  17  23  27  39  41  45  48  50
  4   9  14  15  24  27  35  36  47  52  55
  4  10  12  18  26  29  40  43  46  47  50
  4  11  16  19  22  23  33  38  43  49  55
  5   6  13  18  24  25  33  41  46  49  52
  5   7  12  13  21  38  44  45  47  55  56
  5   8  18  19  23  28  30  35  37  47  54
  5   9  16  20  22  26  30  32  45  50  52
  5  10  17  20  23  24  29  34  42  51  55
  5  11  12  19  27  31  32  36  46  48  51
  6   7  17  18  22  27  30  31  40  53  55
  6   8  12  14  22  34  35  44  49  50  51
  6   9  13  16  27  28  29  37  43  51  56
  6  10  15  19  21  25  32  37  39  50  55
  6  11  16  17  21  26  34  36  41  47  54
  7   8  15  20  26  27  33  34  37  38  46
  7   9  12  15  23  29  32  41  49  53  54
  7  10  13  20  22  25  35  36  43  48  54
  7  11  14  18  24  28  32  34  39  43  45
  8   9  19  20  21  24  31  40  41  43  44
  8  10  12  16  24  30  33  36  39  53  56
  8  11  15  18  21  22  29  42  48  52  56
  9  10  14  17  21  28  30  38  46  48  49
  9  11  12  17  25  33  35  37  40  42  45
 10  11  13  14  23  26  31  37  44  52  53
```

- Lösung 3

```
  1   2   3   4   5   6   7   8   9  10  11
  1   2  12  13  14  15  16  17  18  19  20
  1   3  12  21  22  23  24  25  26  27  28
  1   4  13  21  29  30  31  32  33  34  35
  1   5  14  22  29  36  37  38  39  40  41
  1   6  15  23  30  36  42  43  44  45  46
  1   7  16  24  31  37  42  47  48  49  50
  1   8  17  25  32  38  43  47  51  52  53
  1   9  18  26  33  39  44  48  51  54  55
  1  10  19  27  34  40  45  49  52  54  56
  1  11  20  28  35  41  46  50  53  55  56
  2   3  12  34  35  40  41  42  43  48  51
  2   4  14  24  26  29  45  46  48  52  53
  2   5  13  23  25  29  43  49  50  54  55
  2   6  17  21  28  34  37  39  44  50  52
  2   7  18  22  28  30  32  40  46  47  54
  2   8  15  22  27  31  33  41  44  49  53
  2   9  16  21  27  35  36  38  45  47  55
  2  10  20  23  24  32  33  38  39  42  56
  2  11  19  25  26  30  31  36  37  51  56
  3   4  18  20  25  31  38  40  44  45  50
  3   5  17  20  26  33  34  36  46  47  49
  3   6  14  19  23  31  35  39  47  53  54
  3   7  13  19  24  32  36  41  44  52  55
  3   8  13  15  21  37  38  46  48  54  56
  3   9  14  16  22  30  33  43  50  52  56
  3  10  17  18  27  29  30  37  42  53  55
  3  11  15  16  28  29  32  39  45  49  51
  4   5  13  14  27  28  42  44  47  51  56
  4   6  16  20  26  27  32  37  41  43  54
  4   7  12  18  21  36  39  43  49  53  56
  4   8  16  19  22  25  34  39  42  46  55
  4   9  17  19  23  28  30  38  41  48  49
  4  10  15  17  22  24  35  36  50  51  54
  4  11  12  15  23  33  37  40  47  52  55
  5   6  12  17  22  31  32  45  48  55  56
  5   7  15  20  25  27  30  35  39  48  52
  5   8  18  19  24  28  33  35  37  43  45
  5   9  15  19  21  26  32  40  42  50  53
  5  10  16  18  21  23  31  41  46  51  52
  5  11  12  16  24  30  34  38  44  53  54
  6   7  12  19  27  29  33  38  46  50  51
  6   8  14  20  21  24  30  40  49  51  55
  6   9  15  18  24  25  29  34  41  47  56
  6  10  13  16  25  28  33  36  40  48  53
  6  11  13  18  22  26  35  38  42  49  52
  7   8  16  17  23  26  29  35  40  44  56
  7   9  13  20  22  23  34  37  45  51  53
  7  10  14  15  26  28  31  34  38  43  55
  7  11  14  17  21  25  33  41  42  45  54
  8   9  12  20  28  29  31  36  42  52  54
  8  10  12  13  26  30  39  41  45  47  50
  8  11  14  18  23  27  32  34  36  48  50
  9  10  12  14  25  32  35  37  44  46  49
  9  11  13  17  24  27  31  39  40  43  46
 10  11  19  20  21  22  29  43  44  47  48
```

- Lösung 4

```
  1   2   3   4   5   6   7   8   9  10  11
  1   2  12  13  14  15  16  17  18  19  20
  1   3  12  21  22  23  24  25  26  27  28
  1   4  13  21  29  30  31  32  33  34  35
  1   5  14  22  29  36  37  38  39  40  41
  1   6  15  23  30  36  42  43  44  45  46
  1   7  16  24  31  37  42  47  48  49  50
  1   8  17  25  32  38  43  47  51  52  53
  1   9  18  26  33  39  44  48  51  54  55
  1  10  19  27  34  40  45  49  52  54  56
  1  11  20  28  35  41  46  50  53  55  56
  2   3  12  29  35  36  42  47  51  54  56
  2   4  13  22  23  38  43  49  50  54  55
  2   5  14  23  24  32  34  44  48  53  56
  2   6  15  24  25  33  35  39  41  49  52
  2   7  16  25  26  29  30  40  45  53  55
  2   8  17  26  27  33  34  36  37  46  50
  2   9  18  27  28  31  32  40  41  42  43
  2  10  19  21  28  30  38  39  46  47  48
  2  11  20  21  22  31  37  44  45  51  52
  3   4  15  20  25  32  37  40  46  48  54
  3   5  13  16  26  31  39  43  46  52  56
  3   6  14  17  27  31  35  38  45  48  55
  3   7  15  18  28  29  34  38  44  50  52
  3   8  16  19  21  32  36  41  44  49  55
  3   9  17  20  22  30  34  39  42  49  53
  3  10  13  18  23  33  37  41  45  47  53
  3  11  14  19  24  30  33  40  43  50  51
  4   5  18  20  24  27  30  36  47  52  55
  4   6  16  17  22  28  33  40  44  47  56
  4   7  12  19  27  35  37  39  43  44  53
  4   8  14  18  21  25  39  42  45  50  56
  4   9  12  16  24  34  38  41  45  46  51
  4  10  14  15  26  28  31  36  49  51  53
  4  11  17  19  23  26  29  41  42  48  52
  5   6  13  19  25  28  34  37  42  51  55
  5   7  17  18  21  23  35  40  46  49  51
  5   8  12  20  28  29  33  43  45  48  49
  5   9  15  19  22  26  32  35  45  47  50
  5  10  12  17  25  30  31  41  44  50  54
  5  11  15  16  21  27  33  38  42  53  54
  6   7  14  20  21  26  34  41  43  47  54
  6   8  18  19  22  24  29  31  46  53  54
  6   9  12  13  21  36  40  48  50  52  53
  6  10  16  20  23  27  29  32  39  50  51
  6  11  12  18  26  30  32  37  38  49  56
  7   8  13  15  22  27  30  41  48  51  56
  7   9  19  20  23  25  31  33  36  38  56
  7  10  12  14  22  32  33  42  46  52  55
  7  11  13  17  24  28  32  36  39  45  54
  8   9  14  16  23  28  30  35  37  52  54
  8  10  13  20  24  26  35  38  40  42  44
  8  11  12  15  23  31  34  39  40  47  55
  9  10  15  17  21  24  29  37  43  55  56
  9  11  13  14  25  27  29  44  46  47  49
 10  11  16  18  22  25  34  35  36  43  48
```

- Lösung 5

```
  1   2   3   4   5   6   7   8   9  10  11
  1   2  12  13  14  15  16  17  18  19  20
  1  11  12  21  22  39  43  45  49  52  56
  1  10  13  21  23  41  44  47  48  51  55
  1   9  14  22  23  40  42  46  50  53  54
  1   8  15  24  25  31  33  36  49  51  54
  1   7  16  24  26  32  34  37  48  53  56
  1   6  17  25  26  30  35  38  50  52  55
  1   5  18  27  28  31  34  38  39  42  47
  1   4  19  27  29  32  35  36  41  43  46
  1   3  20  28  29  30  33  37  40  44  45
  2   3  15  30  31  39  43  46  48  53  55
  2   4  17  30  32  40  42  47  49  51  56
  2   5  16  31  32  41  44  45  50  52  54
  2   6  14  23  26  28  33  34  41  43  49
  2   7  13  21  24  29  33  35  39  42  50
  2   8  12  22  25  27  34  35  40  44  48
  2   9  19  22  24  28  36  37  47  52  55
  2  10  18  23  25  29  36  38  45  53  56
  2  11  20  21  26  27  37  38  46  51  54
  3   4  13  16  22  29  34  38  49  54  55
  3   5  14  17  21  28  35  36  48  54  56
  4   5  12  15  23  27  33  37  50  55  56
  6   7  14  16  27  36  39  40  45  51  55
  6   8  12  17  29  37  39  41  47  53  54
  7   8  13  15  28  38  40  41  46  52  56
  9  10  14  15  32  35  37  38  39  44  49
  9  11  12  16  30  33  36  38  41  42  48
 10  11  13  17  31  34  36  37  40  43  50
  4   9  12  13  26  28  31  35  45  51  53
  5  10  12  14  24  29  30  34  46  51  52
  3  11  13  14  25  27  32  33  47  52  53
  5   9  15  16  21  25  26  29  40  43  47
  3  10  15  17  22  24  26  27  41  42  45
  4  11  16  17  23  24  25  28  39  44  46
  4  10  18  19  26  33  39  40  48  52  54
  5  11  18  20  24  35  40  41  49  53  55
  3   9  19  20  25  34  39  41  50  51  56
  3   8  16  18  23  35  37  42  43  51  52
  4   6  15  20  21  34  36  42  44  52  53
  5   7  17  19  22  33  38  43  44  51  53
  3   6  12  19  21  23  24  31  32  38  40
  4   7  14  18  21  22  25  30  31  37  41
  5   8  13  20  22  23  26  30  32  36  39
  3   7  12  18  26  36  44  46  47  49  50
  4   8  14  20  24  38  43  45  47  48  50
  5   6  13  19  25  37  42  45  46  48  49
  8  10  16  19  21  27  28  30  49  50  53
  6  11  15  18  22  28  29  32  48  50  51
  7   9  17  20  23  27  29  31  48  49  52
  6  10  16  20  22  31  33  35  46  47  56
  7  11  15  19  23  30  34  35  45  47  54
  8   9  17  18  21  32  33  34  45  46  55
  8  11  14  19  26  29  31  42  44  55  56
  6   9  13  18  24  27  30  43  44  54  56
  7  10  12  20  25  28  32  42  43  54  55
```

## Inzidenzmatrix
Dies ist eine Darstellung der Inzidenzmatrix dieses Blockplans; zum Verständnis dieser Matrix siehe diese Veranschaulichung
- Lösung 1

```
O O O O O O O O O O O . . . . . . . . . . . . . . . . . . . . . . . . . . . . . . . . . . . . . . . . . . . . .
O O . . . . . . . . . O O O O O O O O O . . . . . . . . . . . . . . . . . . . . . . . . . . . . . . . . . . . .
O . O . . . . . . . . O . . . . . . . . O O O O O O O O . . . . . . . . . . . . . . . . . . . . . . . . . . . .
O . . O . . . . . . . . O . . . . . . . O . . . . . . . O O O O O O O . . . . . . . . . . . . . . . . . . . . .
O . . . O . . . . . . . . O . . . . . . . O . . . . . . O . . . . . . O O O O O O . . . . . . . . . . . . . . .
O . . . . O . . . . . . . . O . . . . . . . O . . . . . . O . . . . . O . . . . . O O O O O . . . . . . . . . .
O . . . . . O . . . . . . . . O . . . . . . . O . . . . . . O . . . . . O . . . . O . . . . O O O O . . . . . .
O . . . . . . O . . . . . . . . O . . . . . . . O . . . . . . O . . . . . O . . . . O . . . O . . . O O O . . .
O . . . . . . . O . . . . . . . . O . . . . . . . O . . . . . . O . . . . . O . . . . O . . . O . . O . . O O .
O . . . . . . . . O . . . . . . . . O . . . . . . . O . . . . . . O . . . . . O . . . . O . . . O . . O . O . O
O . . . . . . . . . O . . . . . . . . O . . . . . . . O . . . . . . O . . . . . O . . . . O . . . O . . O . O O
. O O . . . . . . . . O . . . . . . . . . . . . . . . . . O . . . O . . O . . . O . O . . . . O . . . O . . O .
. O . O . . . . . . . . O . . . . . . . . O . O . . . . . . . . . . . . . O . . . . . O O . O . . . . . . . O O
. O . . O . . . . . . . . O . . . . . . . . O . O . . . . . . . . O O . . . . . . . . O . . . . O O O . . . . .
. O . . . O . . . . . . . . O . . . . . . . . O . O . . O . . O . . . . . . . . O . . . . . . . O . . . O O . .
. O . . . . O . . . . . . . . O . . . . . . . . O . O . . O . . O . . O . . O . . . . . . . . . . . . . O . . O
. O . . . . . O . . . . . . . . O . . . . . . . . O . O . . . . O . O . O . . O . O . . O . . . . . . . . . . .
. O . . . . . . O . . . . . . . . O . . O . . . . . O . O . . . . . . . . . . O . . O . . O O . . O . . . . . .
. O . . . . . . . O . . . . . . . . O . . O . . . . . O . . O O . . . O . . . . . . . . . O . O . . O . . . . .
. O . . . . . . . . O . . . . . . . . O O . O . . . . . . . O . . . . . . O O . . O . . . . . . . . . O . O . .
. . O O . . . . . . . . . . . . . O . O O . . . . . . . . . . . . . . O O . . . . . . . O . . . O . O . O . . .
. . O . O . . . . . . . O . . . . . O . . O . . . . . . . . . . O . . . . . . . . O O . . . . . . O . . O O . .
. . O . . O . . . . . . . O . . . . . O . . O . . . . . . . . O O . . . . . . O . . . . . . O O . . . . . . . O
. . O . . . O . . . . . O . O . . . . . . . . O . . . . . . . . . . O . . . O O . . . . . O . . . . O O . . . .
. . O . . . . O . . . . . O . O . . . . . . . . O . . . O . O . . . . . . . . . . . . . O O . . . . . . . O O .
. . O . . . . . O . . . . . O . O . . . . . . . . O . . . . O . . O . O . O . . . . . . . . . . . O . . . . . O
. . O . . . . . . O . . . . . O . O . . . . . . . . O . . . . O . . O . . O . . O O . O . . . . . . . . . . . .
. . O . . . . . . . O . . . . . O . O . . . . . . . . O O O . . . . . . . . O . . . . O . . O . O . . . . . . .
. . . O O . . . . . . . . . O . . O . . . . . . O . . O O . . . . . . . . . . . . O . . . . . O . . . O . . . O
. . . O . O . . . . . O . . . O . . . . . . . . . . . O . O . . . . . . . O . O . . . . . . . . . O O . . O . .
. . . O . . O . . . . . . . . . . . O O . . . . O O . . . . O . . . . . . . . O O . O O . . . . . . . . . . . .
. . . O . . . O . . . . . . O . . . O . . . O . . . O . . . . O . . . . O . O . . . . . . . . . . O . . . . O .
. . . O . . . . O . . . . . . O O . . . . O O . . . . . . . . . O . . . . . . . O . . . . O . . O . . O . . . .
. . . O . . . . . O . O . O . . . . . . . . . . . O . . . . . . . O . . . . O . . O . . . O O . . . . . O . . .
. . . O . . . . . . O . . O . . O . . . . . . O . . O . . . . . . . O O . . . . . . O . . . . O . . . . . O . .
. . . . O O . . . . . . . . . O . . O . O . . . . O . . . . . . . . O O . . . . . . . . . . O . . . . O . . O .
. . . . O . O . . . . O . . . . O . . . O . . . . . . . . . . O . . . . O . . . . . . O . O . . . . . . . O . O
. . . . O . . O . . . . O . . . . . . O . . . . . O O . . O . . . . . . . O . . . . . . . O . O O . . . . . . .
. . . . O . . . O . . . . . . O . . . O . . . O . . . O . . . O . O . . . . O . . . O . O . . . . . . . . . . .
. . . . O . . . . O . . . . . . O O . . . . O O . . . . . O O . . . . . . . . O . . . . . . . . . . . . O . O .
. . . . O . . . . . O O . . O . . . . . . . . . . . O . . . O . O . . . . . . . O . . . O . O . . . O . . . . .
. . . . . O O . . . . . . . . . O . . O . O . . . . O . O . . . . O . . . . . . . O . . . . . . . . O . . . O .
. . . . . O . O . . . O . . . . . O . . . O . . . . . . . . O . . . O . . . O . . . O . . . . . O . . . . . . O
. . . . . O . . O . . . O O . . . . . . . . . . . . O O . . O . . . . . O . . . . . . O . . . . . . . O O . . .
. . . . . O . . . O . . O . . . O . . . O . . . O . . . . . . . . . . . . . O . O . . . O . . O . O . . . . . .
. . . . . O . . . . O . . . . . . O O . . . . O O . . . . . . . O O . . O O . . . . . . . O . . . . . . . . . .
. . . . . . O O . . . . O . . . . O . . . . O . . . . O . . . . . O . O . . . . O . . . . . O . . . . . . O . .
. . . . . . O . O . . O . . . . . . O . . . O . . . . . O . . . . . O . . O . . . . . . O . . O . . . . O . . .
. . . . . . O . . O . . . O O . . . . . O . . . . . . O . . . . O . . . . O . . . . O . . . . . O . . . . . O .
. . . . . . O . . . O . . O . . . O . . . O . . . O . . . O . O . . . . . . . . . . . . O . . . . O . O . . . .
. . . . . . . O O . . . . O . . . . O . O . . O . . . . . O . . . . . . . . . . O O . . . . . . . . O . . . . O
. . . . . . . O . O . O . . . . . . . O . . . O . . . . O . . . O . . O . . . . . . . O . . . . . O . O . . . .
. . . . . . . O . . O . . . O O . . . . O O . . . . . . . . . . . O . . . . . O . . . O . . . O . . . . O . . .
. . . . . . . . O O . . . . O . . . . O . O . . O . . . . O . . . . O . O . . . . . . . . . O . . . . . . O . .
. . . . . . . . O . O O O . . . . . . . . . . . O . . . . . . O . . . O . . . O . O . . . . . . O . . . . . O .
. . . . . . . . . O O . O . . O . . . . . . O . . O . . O . . . . . . . O . . . . . O . . . . . . . O . . . . O
```

- Lösung 2

```
O O O O O O O O O O O . . . . . . . . . . . . . . . . . . . . . . . . . . . . . . . . . . . . . . . . . . . . .
O O . . . . . . . . . O O O O O O O O O . . . . . . . . . . . . . . . . . . . . . . . . . . . . . . . . . . . .
O . O . . . . . . . . O . . . . . . . . O O O O O O O O . . . . . . . . . . . . . . . . . . . . . . . . . . . .
O . . O . . . . . . . . O . . . . . . . O . . . . . . . O O O O O O O . . . . . . . . . . . . . . . . . . . . .
O . . . O . . . . . . . . O . . . . . . . O . . . . . . O . . . . . . O O O O O O . . . . . . . . . . . . . . .
O . . . . O . . . . . . . . O . . . . . . . O . . . . . . O . . . . . O . . . . . O O O O O . . . . . . . . . .
O . . . . . O . . . . . . . . O . . . . . . . O . . . . . . O . . . . . O . . . . O . . . . O O O O . . . . . .
O . . . . . . O . . . . . . . . O . . . . . . . O . . . . . . O . . . . . O . . . . O . . . O . . . O O O . . .
O . . . . . . . O . . . . . . . . O . . . . . . . O . . . . . . O . . . . . O . . . . O . . . O . . O . . O O .
O . . . . . . . . O . . . . . . . . O . . . . . . . O . . . . . . O . . . . . O . . . . O . . . O . . O . O . O
O . . . . . . . . . O . . . . . . . . O . . . . . . . O . . . . . . O . . . . . O . . . . O . . . O . . O . O O
. O O . . . . . . . . O . . . . . . . . . . . . . . . . . O . . . O . . O . . . O . O . . . . O . . . O . . O .
. O . O . . . . . . . . . . . . O . . . . O . O . . . . . . . O . . . . O . . . . . . O . O . . . . . . . O . O
. O . . O . . . . . . . . O . . . . . . O . . . . . O . . . . . O . . . . . . . . O O . . . . . . O . . O O . .
. O . . . O . . . . . . . . . . . . O . . . . O . O . . O . . . . . O . . O . . . . . . O . . O . . . . O . . .
. O . . . . O . . . . . . . . O . . . . O . O . . . . . . . . . . . O . . . O O . . . . . O . . . . O O . . . .
. O . . . . . O . . . . O . . . . . . . . . . . . O . O . . . O . . . O . . . O . O . . . . . . O . . . . . O .
. O . . . . . . O . . . . . . . . O . . . . O . O . . . . . O . . O . O . O . . . . . . . . . . . O . . . . . O
. O . . . . . . . O . . . . O . . . . . . O . . . . . O . . O . O . . . . . . . O . . . O . O . . . O . . . . .
. O . . . . . . . . O . . . . . . . . O . . . . O . O . O O . . . . . . . . O . . . . O . . O . O . . . . . . .
. . O O . . . . . . . . . . . . . O . O O . . . . . . . . . . . . . . O O . . . . . . . O . . . O . O . O . . .
. . O . O . . . . . . . . . O . O . . . . . . . . O . . . . O . . . O . . . O . . . O . . . . . O . . . . . . O
. . O . . O . . . . . . . O . . . . . O . . O . . . . . . . . O O . . . . . . O . . . . . . O O . . . . . . . O
. . O . . . O . . . . . . . . . O . O . . . . . . . . O O . . . O . . O . . . . . . . O . . . . . O . O . . . .
. . O . . . . O . . . . . O . O . . . . . . . . O . . . O . O . . . . . . . . . . . . . O O . . . . . . . O O .
. . O . . . . . O . . . O . . . . . O . . O . . . . . . . . . . . O . . . . O . . O . . . O O . . . . . O . . .
. . O . . . . . . O . . . . . O . O . . . . . . . . O . . . . O . . O . . O . . O O . O . . . . . . . . . . . .
. . O . . . . . . . O . O . O . . . . . . . . O . . . . . O . . . . . . . O . O . . . . . . . . . O O . . O . .
. . . O O . . . . . . . . . O O . . . . . . . . O . . O . . . . . O . . . . . O . . . O . . . O . . . . O . . .
. . . O . O . . . . . O . . . . . . . O . . . . . . . O . . O . . . . . . O O . . O . . . . . . . . . O . O . .
. . . O . . O . . . . . . O . . . . O . . . . . O O . . . O . . . . . . . . . . O O . . . . . . . . O . . . . O
. . . O . . . O . . . . O . . . O . . . . . O . . . O . . . . . . . . . . . O . O . . . O . . O . O . . . . . .
. . . O . . . . O . . . . O O . . . . . . . . O . . O . . . . . . . O O . . . . . . . . . . O . . . . O . . O .
. . . O . . . . . O . O . . . . . O . . . . . . . O . . O . . . . . . . . . . O . . O . . O O . . O . . . . . .
. . . O . . . . . . O . . . . O . . O . . O O . . . . . . . . . O . . . . O . . . . O . . . . . O . . . . . O .
. . . . O O . . . . . . O . . . . O . . . . . O O . . . . . . . O . . . . . . . O . . . . O . . O . . O . . . .
. . . . O . O . . . . O O . . . . . . . O . . . . . . . . . . . . . . . . O . . . . . O O . O . . . . . . . O O
. . . . O . . O . . . . . . . . . O O . . . O . . . . O . O . . . . O . O . . . . . . . . . O . . . . . . O . .
. . . . O . . . O . . . . . . O . . . O . O . . . O . . . O . O . . . . . . . . . . . . O . . . . O . O . . . .
. . . . O . . . . O . . . . . . O . . O . . O O . . . . O . . . . O . . . . . . . O . . . . . . . . O . . . O .
. . . . O . . . . . O O . . . . . . O . . . . . . . O . . . O O . . . O . . . . . . . . . O . O . . O . . . . .
. . . . . O O . . . . . . . . . O O . . . O . . . . O . . O O . . . . . . . . O . . . . . . . . . . . . O . O .
. . . . . O . O . . . O . O . . . . . . . O . . . . . . . . . . . O O . . . . . . . . O . . . . O O O . . . . .
. . . . . O . . O . . . O . . O . . . . . . . . . . O O O . . . . . . . O . . . . . O . . . . . . . O . . . . O
. . . . . O . . . O . . . . O . . . O . O . . . O . . . . . . O . . . . O . O . . . . . . . . . . O . . . . O .
. . . . . O . . . . O . . . . O O . . . O . . . . O . . . . . . . O . O . . . . O . . . . . O . . . . . . O . .
. . . . . . O O . . . . . . O . . . . O . . . . . O O . . . . . O O . . O O . . . . . . . O . . . . . . . . . .
. . . . . . O . O . . O . . O . . . . . . . O . . . . . O . . O . . . . . . . . O . . . . . . . O . . . O O . .
. . . . . . O . . O . . O . . . . . . O . O . . O . . . . . . . . . O O . . . . . . O . . . . O . . . . . O . .
. . . . . . O . . . O . . O . . . O . . . . . O . . . O . . . O . O . . . . O . . . O . O . . . . . . . . . . .
. . . . . . . O O . . . . . . . . . O O O . . O . . . . . . O . . . . . . . . O O . O O . . . . . . . . . . . .
. . . . . . . O . O . O . . . O . . . . . . . O . . . . . O . . O . . O . . O . . . . . . . . . . . . . O . . O
. . . . . . . O . . O . . . O . . O . . O O . . . . . . O . . . . . . . . . . . . O . . . . . O . . . O . . . O
. . . . . . . . O O . . . O . . O . . . O . . . . . . O . O . . . . . . . O . . . . . . . O . O O . . . . . . .
. . . . . . . . O . O O . . . . O . . . . . . . O . . . . . . . O . O . O . . O . O . . O . . . . . . . . . . .
. . . . . . . . . O O . O O . . . . . . . . O . . O . . . . O . . . . . O . . . . . . O . . . . . . . O O . . .
```

- Lösung 3

```
O O O O O O O O O O O . . . . . . . . . . . . . . . . . . . . . . . . . . . . . . . . . . . . . . . . . . . . .
O O . . . . . . . . . O O O O O O O O O . . . . . . . . . . . . . . . . . . . . . . . . . . . . . . . . . . . .
O . O . . . . . . . . O . . . . . . . . O O O O O O O O . . . . . . . . . . . . . . . . . . . . . . . . . . . .
O . . O . . . . . . . . O . . . . . . . O . . . . . . . O O O O O O O . . . . . . . . . . . . . . . . . . . . .
O . . . O . . . . . . . . O . . . . . . . O . . . . . . O . . . . . . O O O O O O . . . . . . . . . . . . . . .
O . . . . O . . . . . . . . O . . . . . . . O . . . . . . O . . . . . O . . . . . O O O O O . . . . . . . . . .
O . . . . . O . . . . . . . . O . . . . . . . O . . . . . . O . . . . . O . . . . O . . . . O O O O . . . . . .
O . . . . . . O . . . . . . . . O . . . . . . . O . . . . . . O . . . . . O . . . . O . . . O . . . O O O . . .
O . . . . . . . O . . . . . . . . O . . . . . . . O . . . . . . O . . . . . O . . . . O . . . O . . O . . O O .
O . . . . . . . . O . . . . . . . . O . . . . . . . O . . . . . . O . . . . . O . . . . O . . . O . . O . O . O
O . . . . . . . . . O . . . . . . . . O . . . . . . . O . . . . . . O . . . . . O . . . . O . . . O . . O . O O
. O O . . . . . . . . O . . . . . . . . . . . . . . . . . . . . . O O . . . . O O O O . . . . O . . O . . . . .
. O . O . . . . . . . . . O . . . . . . . . . O . O . . O . . . . . . . . . . . . . . . O O . O . . . O O . . .
. O . . O . . . . . . . O . . . . . . . . . O . O . . . O . . . . . . . . . . . . . O . . . . . O O . . . O O .
. O . . . O . . . . . . . . . . O . . . O . . . . . . O . . . . . O . . O . O . . . . O . . . . . O . O . . . .
. O . . . . O . . . . . . . . . . O . . . O . . . . . O . O . O . . . . . . . O . . . . . O O . . . . . . O . .
. O . . . . . O . . . . . . O . . . . . . O . . . . O . . . O . O . . . . . . . O . . O . . . . O . . . O . . .
. O . . . . . . O . . . . . . O . . . . O . . . . . O . . . . . . . O O . O . . . . . . O . O . . . . . . . O .
. O . . . . . . . O . . . . . . . . . O . . O O . . . . . . . O O . . . . O O . . O . . . . . . . . . . . . . O
. O . . . . . . . . O . . . . . . . O . . . . . O O . . . O O . . . . O O . . . . . . . . . . . . . O . . . . O
. . O O . . . . . . . . . . . . . O . O . . . . O . . . . . O . . . . . . O . O . . . O O . . . . O . . . . . .
. . O . O . . . . . . . . . . . O . . O . . . . . O . . . . . . O O . O . . . . . . . . . O O . O . . . . . . .
. . O . . O . . . . . . . O . . . . O . . . O . . . . . . . O . . . O . . . O . . . . . . . O . . . . . O O . .
. . O . . . O . . . . . O . . . . . O . . . . O . . . . . . . O . . . O . . . . O . . O . . . . . . . O . . O .
. . O . . . . O . . . . O . O . . . . . O . . . . . . . . . . . . . . . O O . . . . . . . O . O . . . . . O . O
. . O . . . . . O . . . . O . O . . . . . O . . . . . . . O . . O . . . . . . . . . O . . . . . . O . O . . . O
. . O . . . . . . O . . . . . . O O . . . . . . . . O . O O . . . . . . O . . . . O . . . . . . . . . . O . O .
. . O . . . . . . . O . . . O O . . . . . . . . . . . O O . . O . . . . . . O . . . . . O . . . O . O . . . . .
. . . O O . . . . . . . O O . . . . . . . . . . . . O O . . . . . . . . . . . . . O . O . . O . . . O . . . . O
. . . O . O . . . . . . . . . O . . . O . . . . . O O . . . . O . . . . O . . . O . O . . . . . . . . . . O . .
. . . O . . O . . . . O . . . . . O . . O . . . . . . . . . . . . . . O . . O . . . O . . . . . O . . . O . . O
. . . O . . . O . . . . . . . O . . O . . O . . O . . . . . . . . O . . . . O . . O . . . O . . . . . . . . O .
. . . O . . . . O . . . . . . . O . O . . . O . . . . O . O . . . . . . . O . . O . . . . . . O O . . . . . . .
. . . O . . . . . O . . . . O . O . . . . O . O . . . . . . . . . . O O . . . . . . . . . . . . . O O . . O . .
. . . O . . . . . . O O . . O . . . . . . . O . . . . . . . . . O . . . O . . O . . . . . . O . . . . O . . O .
. . . . O O . . . . . O . . . . O . . . . O . . . . . . . . O O . . . . . . . . . . . . O . . O . . . . . . O O
. . . . O . O . . . . . . . O . . . . O . . . . O . O . . O . . . . O . . . O . . . . . . . . O . . . O . . . .
. . . . O . . O . . . . . . . . . O O . . . . O . . . O . . . . O . O . O . . . . . O . O . . . . . . . . . . .
. . . . O . . . O . . . . . O . . . O . O . . . . O . . . . . O . . . . . . . O . O . . . . . . . O . . O . . .
. . . . O . . . . O . . . . . O . O . . O . O . . . . . . . O . . . . . . . . . O . . . . O . . . . O O . . . .
. . . . O . . . . . O O . . . O . . . . . . . O . . . . . O . . . O . . . O . . . . . O . . . . . . . . O O . .
. . . . . O O . . . . O . . . . . . O . . . . . . . O . O . . . O . . . . O . . . . . . . O . . . O O . . . . .
. . . . . O . O . . . . . O . . . . . O O . . O . . . . . O . . . . . . . . . O . . . . . . . . O . O . . . O .
. . . . . O . . O . . . . . O . . O . . . . . O O . . . O . . . . O . . . . . . O . . . . . O . . . . . . . . O
. . . . . O . . . O . . O . . O . . . . . . . . O . . O . . . . O . . O . . . O . . . . . . . O . . . . O . . .
. . . . . O . . . . O . O . . . . O . . . O . . . O . . . . . . . . O . . O . . . O . . . . . . O . . O . . . .
. . . . . . O O . . . . . . . O O . . . . . O . . O . . O . . . . . O . . . . O . . . O . . . . . . . . . . . O
. . . . . . O . O . . . O . . . . . . O . O O . . . . . . . . . . O . . O . . . . . . . O . . . . . O . O . . .
. . . . . . O . . O . . . O O . . . . . . . . . . O . O . . O . . O . . . O . . . . O . . . . . . . . . . . O .
. . . . . . O . . . O . . O . . O . . . O . . . O . . . . . . . O . . . . . . . O O . . O . . . . . . . . O . .
. . . . . . . O O . . O . . . . . . . O . . . . . . . O O . O . . . . O . . . . . O . . . . . . . . . O . O . .
. . . . . . . O . O . O O . . . . . . . . . . . . O . . . O . . . . . . . . O . O . . . O . O . . O . . . . . .
. . . . . . . O . . O . . O . . . O . . . . O . . . O . . . . O . O . O . . . . . . . . . . . O . O . . . . . .
. . . . . . . . O O . O . O . . . . . . . . . . O . . . . . . O . . O . O . . . . . . O . O . . O . . . . . . .
. . . . . . . . O . O . O . . . O . . . . . . O . . O . . . O . . . . . . . O O . . O . . O . . . . . . . . . .
. . . . . . . . . O O . . . . . . . O O O O . . . . . . O . . . . . . . . . . . . . O O . . O O . . . . . . . .
```

- Lösung 4

```
O O O O O O O O O O O . . . . . . . . . . . . . . . . . . . . . . . . . . . . . . . . . . . . . . . . . . . . .
O O . . . . . . . . . O O O O O O O O O . . . . . . . . . . . . . . . . . . . . . . . . . . . . . . . . . . . .
O . O . . . . . . . . O . . . . . . . . O O O O O O O O . . . . . . . . . . . . . . . . . . . . . . . . . . . .
O . . O . . . . . . . . O . . . . . . . O . . . . . . . O O O O O O O . . . . . . . . . . . . . . . . . . . . .
O . . . O . . . . . . . . O . . . . . . . O . . . . . . O . . . . . . O O O O O O . . . . . . . . . . . . . . .
O . . . . O . . . . . . . . O . . . . . . . O . . . . . . O . . . . . O . . . . . O O O O O . . . . . . . . . .
O . . . . . O . . . . . . . . O . . . . . . . O . . . . . . O . . . . . O . . . . O . . . . O O O O . . . . . .
O . . . . . . O . . . . . . . . O . . . . . . . O . . . . . . O . . . . . O . . . . O . . . O . . . O O O . . .
O . . . . . . . O . . . . . . . . O . . . . . . . O . . . . . . O . . . . . O . . . . O . . . O . . O . . O O .
O . . . . . . . . O . . . . . . . . O . . . . . . . O . . . . . . O . . . . . O . . . . O . . . O . . O . O . O
O . . . . . . . . . O . . . . . . . . O . . . . . . . O . . . . . . O . . . . . O . . . . O . . . O . . O . O O
. O O . . . . . . . . O . . . . . . . . . . . . . . . . O . . . . . O O . . . . . O . . . . O . . . O . . O . O
. O . O . . . . . . . . O . . . . . . . . O O . . . . . . . . . . . . . . O . . . . O . . . . . O O . . . O O .
. O . . O . . . . . . . . O . . . . . . . . O O . . . . . . . O . O . . . . . . . . . O . . . O . . . . O . . O
. O . . . O . . . . . . . . O . . . . . . . . O O . . . . . . . O . O . . . O . O . . . . . . . O . . O . . . .
. O . . . . O . . . . . . . . O . . . . . . . . O O . . O O . . . . . . . . . O . . . . O . . . . . . . O . O .
. O . . . . . O . . . . . . . . O . . . . . . . . O O . . . . . O O . O O . . . . . . . . O . . . O . . . . . .
. O . . . . . . O . . . . . . . . O . . . . . . . . O O . . O O . . . . . . . O O O O . . . . . . . . . . . . .
. O . . . . . . . O . . . . . . . . O . O . . . . . . O . O . . . . . . . O O . . . . . . O O O . . . . . . . .
. O . . . . . . . . O . . . . . . . . O O O . . . . . . . . O . . . . . O . . . . . . O O . . . . . O O . . . .
. . O O . . . . . . . . . . O . . . . O . . . . O . . . . . . O . . . . O . . O . . . . . O . O . . . . . O . .
. . O . O . . . . . . . O . . O . . . . . . . . . O . . . . O . . . . . . . O . . . O . . O . . . . . O . . . O
. . O . . O . . . . . . . O . . O . . . . . . . . . O . . . O . . . O . . O . . . . . . O . . O . . . . . . O .
. . O . . . O . . . . . . . O . . O . . . . . . . . . O O . . . . O . . . O . . . . . O . . . . . O . O . . . .
. . O . . . . O . . . . . . . O . . O . O . . . . . . . . . . O . . . O . . . . O . . O . . . . O . . . . . O .
. . O . . . . . O . . . . . . . O . . O . O . . . . . . . O . . . O . . . . O . . O . . . . . . O . . . O . . .
. . O . . . . . . O . . O . . . . O . . . . O . . . . . . . . . O . . . O . . . O . . . O . O . . . . . O . . .
. . O . . . . . . . O . . O . . . . O . . . . O . . . . . O . . O . . . . . . O . . O . . . . . . O O . . . . .
. . . O O . . . . . . . . . . . . O . O . . . O . . O . . O . . . . . O . . . . . . . . . . O . . . . O . . O .
. . . O . O . . . . . . . . . O O . . . . O . . . . . O . . . . O . . . . . . O . . . O . . O . . . . . . . . O
. . . O . . O . . . . O . . . . . . O . . . . . . . O . . . . . . . O . O . O . . . O O . . . . . . . . O . . .
. . . O . . . O . . . . . O . . . O . . O . . . O . . . . . . . . . . . . . O . . O . . O . . . . O . . . . . O
. . . O . . . . O . . O . . . O . . . . . . . O . . . . . . . . . O . . . O . . O . . . O O . . . . O . . . . .
. . . O . . . . . O . . . O O . . . . . . . . . . O . O . . O . . . . O . . . . . . . . . . . . O . O . O . . .
. . . O . . . . . . O . . . . . O . O . . . O . . O . . O . . . . . . . . . . . O O . . . . . O . . . O . . . .
. . . . O O . . . . . . O . . . . . O . . . . . O . . O . . . . . O . . O . . . . O . . . . . . . . O . . . O .
. . . . O . O . . . . . . . . . O O . . O . O . . . . . . . . . . . O . . . . O . . . . . O . . O . O . . . . .
. . . . O . . O . . . O . . . . . . . O . . . . . . . O O . . . O . . . . . . . . . O . O . . O O . . . . . . .
. . . . O . . . O . . . . . O . . . O . . O . . . O . . . . . O . . O . . . . . . . . . O . O . . O . . . . . .
. . . . O . . . . O . O . . . . O . . . . . . . O . . . . O O . . . . . . . . . O . . O . . . . . O . . . O . .
. . . . O . . . . . O . . . O O . . . . O . . . . . O . . . . . O . . . . O . . . O . . . . . . . . . . O O . .
. . . . . O O . . . . . . O . . . . . O O . . . . O . . . . . . . O . . . . . . O . O . . . O . . . . . . O . .
. . . . . O . O . . . . . . . . . O O . . O . O . . . . O . O . . . . . . . . . . . . . . O . . . . . . O O . .
. . . . . O . . O . . O O . . . . . . . O . . . . . . . . . . . . . . O . . . O . . . . . . . O . O . O O . . .
. . . . . O . . . O . . . . . O . . . O . . O . . . O . O . . O . . . . . . O . . . . . . . . . . O O . . . . .
. . . . . O . . . . O O . . . . . O . . . . . . . O . . . O . O . . . . O O . . . . . . . . . . O . . . . . . O
. . . . . . O O . . . . O . O . . . . . . O . . . . O . . O . . . . . . . . . . O . . . . . . O . . O . . . . O
. . . . . . O . O . . . . . . . . . O O . . O . O . . . . . O . O . . O . O . . . . . . . . . . . . . . . . . O
. . . . . . O . . O . O . O . . . . . . . O . . . . . . . . . O O . . . . . . . . O . . . O . . . . . O . . O .
. . . . . . O . . . O . O . . . O . . . . . . O . . . O . . . O . . . O . . O . . . . . O . . . . . . . . O . .
. . . . . . . O O . . . . O . O . . . . . . O . . . . O . O . . . . O . O . . . . . . . . . . . . . . O . O . .
. . . . . . . O . O . . O . . . . . . O . . . O . O . . . . . . . . O . . O . O . O . O . . . . . . . . . . . .
. . . . . . . O . . O O . . O . . . . . . . O . . . . . . . O . . O . . . . O O . . . . . . O . . . . . . . O .
. . . . . . . . O O . . . . O . O . . . O . . O . . . . O . . . . . . . O . . . . . O . . . . . . . . . . . O O
. . . . . . . . O . O . O O . . . . . . . . . . O . O . O . . . . . . . . . . . . . . O . O O . O . . . . . . .
. . . . . . . . . O O . . . . O . O . . . O . . O . . . . . . . . O O O . . . . . . O . . . . O . . . . . . . .
```

- Lösung 5

```
O O O O O O O O O O O . . . . . . . . . . . . . . . . . . . . . . . . . . . . . . . . . . . . . . . . . . . . .
O O . . . . . . . . . O O O O O O O O O . . . . . . . . . . . . . . . . . . . . . . . . . . . . . . . . . . . .
O . . . . . . . . . O O . . . . . . . . O O . . . . . . . . . . . . . . . . O . . . O . O . . . O . . O . . . O
O . . . . . . . . O . . O . . . . . . . O . O . . . . . . . . . . . . . . . . . O . . O . . O O . . O . . . O .
O . . . . . . . O . . . . O . . . . . . . O O . . . . . . . . . . . . . . . . O . O . . . O . . . O . . O O . .
O . . . . . . O . . . . . . O . . . . . . . . O O . . . . . O . O . . O . . . . . . . . . . . . O . O . . O . .
O . . . . . O . . . . . . . . O . . . . . . . O . O . . . . . O . O . . O . . . . . . . . . . O . . . . O . . O
O . . . . O . . . . . . . . . . O . . . . . . . O O . . . O . . . . O . . O . . . . . . . . . . . O . O . . O .
O . . . O . . . . . . . . . . . . O . . . . . . . . O O . . O . . O . . . O O . . O . . . . O . . . . . . . . .
O . . O . . . . . . . . . . . . . . O . . . . . . . O . O . . O . . O O . . . . O . O . . O . . . . . . . . . .
O . O . . . . . . . . . . . . . . . . O . . . . . . . O O O . . O . . . O . . O . . . O O . . . . . . . . . . .
. O O . . . . . . . . . . . O . . . . . . . . . . . . . . O O . . . . . . . O . . . O . . O . O . . . . O . O .
. O . O . . . . . . . . . . . . O . . . . . . . . . . . . O . O . . . . . . . O . O . . . . O . O . O . . . . O
. O . . O . . . . . . . . . . O . . . . . . . . . . . . . . O O . . . . . . . . O . . O O . . . . O . O . O . .
. O . . . O . . . . . . . O . . . . . . . . O . . O . O . . . . O O . . . . . . O . O . . . . . O . . . . . . .
. O . . . . O . . . . . O . . . . . . . O . . O . . . . O . . . O . O . . . O . . O . . . . . . . O . . . . . .
. O . . . . . O . . . O . . . . . . . . . O . . O . O . . . . . . O O . . . . O . . . O . . . O . . . . . . . .
. O . . . . . . O . . . . . . . . . O . . O . O . . . O . . . . . . . O O . . . . . . . . . O . . . . O . . O .
. O . . . . . . . O . . . . . . . O . . . . O . O . . . O . . . . . . O . O . . . . . . O . . . . . . . O . . O
. O . . . . . . . . O . . . . . . . . O O . . . . O O . . . . . . . . . O O . . . . . . . O . . . . O . . O . .
. . O O . . . . . . . . O . . O . . . . . O . . . . . . O . . . . O . . . O . . . . . . . . . . O . . . . O O .
. . O . O . . . . . . . . O . . O . . . O . . . . . . O . . . . . . O O . . . . . . . . . . . O . . . . . O . O
. . . O O . . . . . . O . . O . . . . . . . O . . . O . . . . . O . . . O . . . . . . . . . . . . O . . . . O O
. . . . . O O . . . . . . O . O . . . . . . . . . . O . . . . . . . . O . . O O . . . . O . . . . . O . . . O .
. . . . . O . O . . . O . . . . O . . . . . . . . . . . O . . . . . . . O . O . O . . . . . O . . . . . O O . .
. . . . . . O O . . . . O . O . . . . . . . . . . . . O . . . . . . . . . O . O O . . . . O . . . . . O . . . O
. . . . . . . . O O . . . O O . . . . . . . . . . . . . . . . O . . O . O O O . . . . O . . . . O . . . . . . .
. . . . . . . . O . O O . . . O . . . . . . . . . . . . . O . . O . . O . O . . O O . . . . . O . . . . . . . .
. . . . . . . . . O O . O . . . O . . . . . . . . . . . . . O . . O . O O . . O . . O . . . . . . O . . . . . .
. . . O . . . . O . . O O . . . . . . . . . . . . O . O . . O . . . O . . . . . . . . . O . . . . . O . O . . .
. . . . O . . . . O . O . O . . . . . . . . . O . . . . O O . . . O . . . . . . . . . . . O . . . . O O . . . .
. . O . . . . . . . O . O O . . . . . . . . . . O . O . . . . O O . . . . . . . . . . . . . O . . . . O O . . .
. . . . O . . . O . . . . . O O . . . . O . . . O O . . O . . . . . . . . . . O . . O . . . O . . . . . . . . .
. . O . . . . . . O . . . . O . O . . . . O . O . O O . . . . . . . . . . . . . O O . . O . . . . . . . . . . .
. . . O . . . . . . O . . . . O O . . . . . O O O . . O . . . . . . . . . . O . . . . O . O . . . . . . . . . .
. . . O . . . . . O . . . . . . . O O . . . . . . O . . . . . . O . . . . . O O . . . . . . . O . . . O . O . .
. . . . O . . . . . O . . . . . . O . O . . . O . . . . . . . . . . O . . . . O O . . . . . . . O . . . O . O .
. . O . . . . . O . . . . . . . . . O O . . . . O . . . . . . . . O . . . . O . O . . . . . . . . O O . . . . O
. . O . . . . O . . . . . . . O . O . . . . O . . . . . . . . . . . O . O . . . . O O . . . . . . . O O . . . .
. . . O . O . . . . . . . . O . . . . O O . . . . . . . . . . . . O . O . . . . . O . O . . . . . . . O O . . .
. . . . O . O . . . . . . . . . O . O . . O . . . . . . . . . . O . . . . O . . . . O O . . . . . . O . O . . .
. . O . . O . . . . . O . . . . . . O . O . O O . . . . . . O O . . . . . O . O . . . . . . . . . . . . . . . .
. . . O . . O . . . . . . O . . . O . . O O . . O . . . . O O . . . . . O . . . O . . . . . . . . . . . . . . .
. . . . O . . O . . . . O . . . . . . O . O O . . O . . . O . O . . . O . . O . . . . . . . . . . . . . . . . .
. . O . . . O . . . . O . . . . . O . . . . . . . O . . . . . . . . . O . . . . . . . O . O O . O O . . . . . .
. . . O . . . O . . . . . O . . . . . O . . . O . . . . . . . . . . . . . O . . . . O . O . O O . O . . . . . .
. . . . O O . . . . . . O . . . . . O . . . . . O . . . . . . . . . . . O . . . . O . . O O . O O . . . . . . .
. . . . . . . O . O . . . . . O . . O . O . . . . . O O . O . . . . . . . . . . . . . . . . . . O O . . O . . .
. . . . . O . . . . O . . . O . . O . . . O . . . . . O O . . O . . . . . . . . . . . . . . . O . O O . . . . .
. . . . . . O . O . . . . . . . O . . O . . O . . . O . O . O . . . . . . . . . . . . . . . . O O . . O . . . .
. . . . . O . . . O . . . . . O . . . O . O . . . . . . . . O . O . O . . . . . . . . . . O O . . . . . . . . O
. . . . . . O . . . O . . . O . . . O . . . O . . . . . . O . . . O O . . . . . . . . . O . O . . . . . . O . .
. . . . . . . O O . . . . . . . O O . . O . . . . . . . . . . O O O . . . . . . . . . . O O . . . . . . . . O .
. . . . . . . O . . O . . O . . . . O . . . . . . O . . O . O . . . . . . . . . . O . O . . . . . . . . . . O O
. . . . . O . . O . . . O . . . . O . . . . . O . . O . . O . . . . . . . . . . . . O O . . . . . . . . . O . O
. . . . . . O . . O . O . . . . . . . O . . . . O . . O . . . O . . . . . . . . . O O . . . . . . . . . . O O .
```

## Oval
Ein Oval des Blockplans ist eine Menge seiner Punkte, von welcher keine drei auf einem Block liegen. Hier ist ein Beispiel eines Ovals maximaler Ordnung für jede Lösung dieses Blockplans:
- Lösung 1

```
  1  12  29  46  49  51
```

- Lösung 2

```
  2   4  14  23  28  29
```

- Lösung 3

```
  1   4  19  37  44  53
```

- Lösung 4

```
  1   3  31  40  44  53
```

- Lösung 5

```
  1  12  24  28  41  50
```